# Marta Pessoa
Marta Pessoa (* 24. März 1974 in Lissabon) ist eine portugiesische Filmregisseurin, Kamerafrau und Filmproduzentin.

## Leben
Sie studierte Film und Kamera an der Lissabonner Theater- und Filmhochschule Escola Superior de Teatro e Cinema und an der Universidade Nova de Lisboa.
Seit 1998 arbeitete sie für portugiesische Filmproduktionen, zunächst als Kameraassistentin.
2004 stellte sie mit Dia de Feira (Portugiesisch für: Markttag) ihren ersten Kurzfilm fertig. Er wurde bei den Caminhos do Cinema Português 2004 als bester Kurzfilm prämiert. Sie war danach häufig als Kamerafrau tätig, führt aber auch weiter Regie. Ihr engagierter Dokumentarfilm O Medo à Espreita (Portugiesisch für: Die Angst liegt auf der Lauer) beschäftigte sich mit dem Klima der Angst durch das Bespitzelungssystem der Geheimpolizei PIDE in der Estado Novo-Diktatur (1932–1974). Er gewann beim IndieLisboa-Filmfestival 2015 den Preis von Amnesty International.
Am 30. April 2022 hatte Um Nome para o que Sou (Portugiesisch für: Ein Name für das, was ich bin) im Lissabonner Cinema São Jorge Premiere. Der Dokumentarfilm hat das wegweisende Buch As Mulheres do Meu País der portugiesischen Autorin, Journalistin und Frauenrechtlerin Maria Lamas (1893–1983) zum Thema, in dem sie ihre Reisen von 1947 bis 1949 durch Portugal und die Situation der Frauen beschreibt, die sie dabei angetroffen hat.

## Filmografie
Kamera
- 2005: Retrato da Velha Enquanto Senhora (Kurzfilm); R: Rita Palma
- 2005: Sobre azul (Doku., Kurzfilm) auch Regie
- 2008: Manual do Sentimento Doméstico (Kurzfilm) auch Regie
- 2008: Odisseia (Kurzfilm); R: Rita Palma
- 2009: Ruas da Amargura (Video); R: Rui Simões
- 2010: Lisboa Domiciliária auch Regie
- 2010: Luz Teimosa (Doku.); R: Luís Alves de Matos
- 2011: Natália, a Diva Trágicómica (Doku.); R: João Gomes
- 2012: Guerra ou Paz; R: Rui Simões
- 2013: Ole – António Ole (Doku.); R: Rui Simões
- 2013: Bafatá Filme Clube (Doku.); R: Silas Tiny
- 2013: De Armas e Bagagens; R: Ana Delgado Martins
- 2014: Alentejo, Alentejo (Doku.); R: Sérgio Tréfaut
- 2014: Alto Bairro (Doku.); R: Rui Simões
- 2015: O Medo à Espreita (Doku.) auch Regie
- 2016: O lugar que ocupas (Doku.); R: Pedro Filipe Marques auch Produzentin
- 2022: Um Nome para o que Sou (Doku.) auch Regie

Regie
- 2004: Dia de Feira (Kurzfilm)
- 2005: Sobre azul (Doku., Kurzfilm) auch Kamera
- 2005: Alguém Olhará Por Ti (Kurzfilm)
- 2008: Manual do Sentimento Doméstico (Kurzfilm) auch Kamera
- 2010: Lisboa Domiciliária auch Kamera
- 2011: Quem Vai à Guerra
- 2015: O Medo à Espreita (Doku.) auch Kamera und Produzentin
- 2015: Bolor Negro (Kurzfilm)
- 2019: Donzela Guerreira auch Produzentin
- 2022: Um Nome para o que Sou (Doku.) auch Kamera

Produktion
- 2014: São Miguel Arcanjo nº 5 (Kurzfilm); R: Rosa Coutinho Cabral
- 2015: O Medo à Espreita (Doku.) auch Regie und Kamera
- 2016: O lugar que ocupas (Doku.); R: Pedro Filipe Marques auch Regie
- 2016: The Room You Take; R: Pedro Filipe Marques
- 2019: Donzela Guerreira auch Regie